# Sabine Schlacke
Sabine Schlacke (* 25. Februar 1968 in Osnabrück) ist eine deutsche Rechtswissenschaftlerin, Hochschulprofessorin und Richterin. Sie ist Inhaberin des Lehrstuhls für Öffentliches Recht, mit einem Schwerpunkt im Verwaltungs- und Umweltrecht sowie geschäftsführende Direktorin des Instituts für Energie-, Umwelt- und Seerecht (IfEUS) der Universität Greifswald.

## Biografie

### Ausbildung und Beruf
Sabine Schlacke absolvierte nach dem Abitur von 1987 bis 1993 ein Studium der Rechtswissenschaften an der Georg-August-Universität Göttingen und der Universität Lausanne. 1993 erhielt sie ein Stipendium der Deutschen Forschungsgemeinschaft und promovierte im Rahmen des Graduiertenkollegs Risikoregulierung und Privatrechtssystem an der Universität Bremen zum Thema Risikoentscheidungen im europäischen Lebensmittelrecht (1997). Die zweite juristische Staatsprüfung legte sie 2000 am Hanseatischen Oberlandesgericht Hamburg ab. Von 2000 bis 2007 war sie wissenschaftliche Assistentin und ab 2002 Koordinatorin des Ostseeinstituts für Seerecht, Infrastruktur- und Umweltrecht der Universität Rostock. Dort habilitierte sie 2007 zum Thema Überindividueller Rechtsschutz und erhielt die Lehrbefugnis für die Fächer „Öffentliches Recht, Europarecht und Rechtsvergleichung“.
Nach einer Lehrstuhlvertretung an der Universität Leipzig im Wintersemester 2007/2008 übernahm sie zum Sommersemester 2008 eine Professur für Öffentliches Recht mit dem Schwerpunkt deutsches, europäisches und internationales Umweltrecht, Verwaltungsrecht an der Universität Bremen. 2013 folgte sie dem Ruf der Westfälischen Wilhelms-Universität Münster (WWU), wo sie als Professorin für Öffentliches Recht, insbesondere Bau-, Planungs- und Umweltrecht sowie als geschäftsführende Direktorin des Instituts für Umwelt- und Planungsrecht (IUP) bis Ende des Sommersemesters 2021 tätig war. 2014 wurde sie Direktorin des Zentralinstituts für Raumplanung (ZIR), einem An-Institut der WWU. Dieses Amt übt sie seit 2019 geschäftsführend aus.
Seit Oktober 2021 ist sie Professorin für Öffentliches Recht, mit einem Schwerpunkt im Verwaltungs- und Umweltrecht, an der Universität Greifswald und geschäftsführende Direktorin des Instituts für Energie-, Umwelt- und Seerecht (IfEUS).

### Privatleben
Sabine Schlacke ist verheiratet und Mutter von zwei erwachsenen Töchtern.

## Forschungsschwerpunkte
Sabine Schlackes Forschungsschwerpunkte liegen im Verwaltungs- und Verwaltungsprozessrecht, insbesondere im Umwelt- und Klimaschutz-, Infrastruktur-, Planungs- und Seerecht, jeweils mit Bezügen zum Völker- und Europarecht.

## Mitgliedschaften
- Sabine Schlacke ist seit 2008 Mitglied und seit 2016 Co-Vorsitzende des Wissenschaftlichen Beirats der Bundesregierung Globale Umweltveränderungen (WBGU)[5]. Im Oktober 2020 wurde sie für vier weitere Jahre berufen.[6]
- Sie ist seit 2011 Richterin[7] und seit 2019 Vizepräsidentin des Staatsgerichtshofs der Freien Hansestadt Bremen.[8]
- Seit 2018 ist sie stellvertretende Vorstandsvorsitzende der Gesellschaft für Umweltrecht (GfU).
- Seit 2021 ist sie Mitglied im Stiftungsrat der Stiftung Umweltenergierecht.[9]
- Weiterhin ist sie in zahlreichen weiteren wissenschaftlichen und praxisnahen Gremien tätig, wie beispielsweise:
  - 2015–2021 als Mitglied der Expertenkommission der Bundesregierung “Schweizer Tiefenlager”
  - seit 2017 als Mitglied des Akademien-Projektes „Energiesysteme der Zukunft“ (ESYS)[10]
  - seit 2017 als Mitglied der Ständigen DFG-Senatskommission für Grundsatzfragen der Biologischen Vielfalt,[11]
  - seit 2019 Mitglied und Co-Vorsitzende des Lenkungskreises der Wissenschaftsplattform Klimaschutz der Bundesregierung,[12]
  - seit 2019 als gewähltes Mitglied der Deutschen Akademie der Technikwissenschaften (acatech),[13]
  - seit 2019 als gewähltes Mitglied der Akademie für Raumentwicklung in der Leibniz-Gemeinschaft (ARL)[14]

## Schriften und Vorträge (Auszug)
Liste der Veröffentlichungen und Vorträge von Sabine Schlacke auf der Website des Lehrstuhls für Öffentliches Recht, mit einem Schwerpunkt im Verwaltungs- und Umweltrecht, an der Universität Greifswald.

### Monografien und Lehrbücher
- Sabine Schlacke, Dominik Römling Dominik, Daniel Schnittker: Gesetzgeberische Handlungsspielräume zur Stärkung des aktiven Schallschutzes im Luftverkehrsrecht. Baden-Baden, Nomos Verlag 2. Auflage 2021, ISBN 978-3-8487-8033-4
- Umweltrecht. Nomos, Baden-Baden 7. Aufl. 2019, ISBN 978-3-8487-5289-8.
- Sabine Schlacke, Fabian Wittreck (Hrsg.): Landesrecht Nordrhein-Westfalen : Studienbuch. Baden-Baden, Nomos Verlag 2020. ISBN 978-3-8487-5829-6
- Informationsrechte, Öffentlichkeitsbeteiligung und Rechtsschutz im Umweltrecht: Aarhus-Handbuch (zusammen mit Christian Schrader und Thomas Bunge). Berlin, Erich Schmidt Verlag 2009, ISBN 978-3503116300.
- Überindividueller Rechtsschutz – Phänomenologie und Systematik überindividueller Klagebefugnisse im Verwaltungs- und Gemeinschaftsrecht, insbesondere im Umweltrecht. Tübingen, Mohr Siebeck 2008, ISBN 978-3161494574 (Habilitationsschrift, Universität Rostock, 2006/2007).

- Risikoentscheidungen im europäischen Lebensmittelrecht. Eine Untersuchung am Beispiel des gemeinschaftlichen Zusatzstoffrechts unter besonderer Berücksichtigung des europäischen Ausschußwesens (Komitologie). Nomos, Baden-Baden 1998, ISBN 978-3-7890-5360-3 (Dissertation, Universität Bremen, 1997).

### Zeitschriftenaufsätze
- Implementing the EU Climate Law via the “Fit for 55%” Package, Oxford Open Energy (i. E., zusammen mit Helen Wentzien, Eva Thierjung und Miriam Köster).
- Das EU-Klimagesetz und seine Konsequenzen, EuZW 2021, 620-626 (zusammen mit Miriam Köster und Eva Thierjung).
- Klimaschutzrecht – Ein Grundrecht auf intertemporale Freiheitssicherung, NVwZ 2021, 912-917.

### Herausgeberschaften

#### Zeitschriften
- Zeitschrift für Umweltrecht (ZUR).[16]
- Zeitschrift „Verwaltungsarchiv“.[17]
- Mitglied des wiss. Beirats der Zeitschrift für Neues Energierecht (ZNER).[18]
- Mitglied des Editorial Board der Zeitschrift "Oxford Open Energy".[19]

#### Schriftenreihen
- Umweltrechtliche Studien – Studies on Environmental Law (Nomos).[20]
- Schriften zum Umweltenergierecht (Nomos).[21]
- Greifswalder Schriften zum Seerecht und Umweltrecht (Nomos).[22]
- Beiträge zum Raumplanungsrecht des Zentralinstituts für Raumplanung (Lexxion)[23]

#### Mitwirkung an Stellungnahmen und Gutachten interdisziplinärer wissenschaftlicher Beiräte/Arbeitsgruppen
- A systemic approach to the energy transition in Europe, Evidence Review Report No. 9, Science Advice for Policy by European Academies (SAPEA), 2021, abrufbar unter: https://www.sapea.info/topics/energy-transition/.
- Klimaneutralität – Optionen für eine ambitionierte Weichenstellung und Umsetzung, Gemeinsames Positionspapier des Rates für Nachhaltige Entwicklung und der Nationalen Akademie der Wissenschaften Leopoldina, 8. Juni 2021, abrufbar unter: https://www.leopoldina.org/publikationen/detailansicht/publication/klimaneutralitaet-optionen-fuer-eine-ambitionierte-weichenstellung-und-umsetzung-2021/.
- (Un)Fit for 55? Lehren aus der Implementation der Governance-Verordnung, Ariadne-Analyse (zusammen mit Michèle Knodt, Rainer Müller, Marc Ringel), 2021, abrufbar unter: https://ariadneprojekt.de/publikation/analyse-unfit-for-55/.
- Über Klimaneutralität hinausdenken, Politikpapier 12, WBGU (Hrsg.), Berlin 2021, abrufbar unter: https://www.wbgu.de/de/publikationen/publikation/pp12-2021.
- Landwende im Anthropozän: Von der Konkurrenz zur Integration, Hauptgutachten, WBGU (Hrsg.), Berlin 2020, abrufbar unter: https://www.wbgu.de/de/publikationen/publikation/landwende.
- Ad-hoc-Stellungnahme: Energiewende 2030: Europas Weg zur Klimaneutralität, Leopoldina (Hrsg.), Berlin 2020, abrufbar unter: https://www.leopoldina.org/publikationen/detailansicht/publication/energiewende-2030-europas-weg-zur-klimaneutralitaet-2020/.
- Unsere gemeinsame digitale Zukunft, WBGU (Hrsg.), Hauptgutachten, Berlin 2019, abrufbar unter: https://www.wbgu.de/de/publikationen/publikation/unsere-gemeinsame-digitale-zukunft.